# Mondain français
Le mondain ou mondain français est une race de gros pigeon domestique développée après de longues sélections, à partir de différentes races descendant du Columba livia.
Cette race est originaire de France, comme race de viande ; elle est surtout élevée aujourd'hui comme race d'ornement.

## Histoire
Selon un document de 1824, il existait alors trois types de mondains :  le pigeon gros mondain qui pouvait atteindre la taille d'une petite poule ; le pigeon mondain moyen, le plus courant dans les fermes ; et enfin le pigeon mondain de Berlin, rapporté de Prusse en 1803 avec un filet rouge autour de l'œil et un plumage noir au manteau bariolé de blanc. Le gros pigeon mondain actuel a été sélectionné à partir de l'ancien mondain moyen au début du XXe siècle. Le standard officiel de cette race est établi en 1931,.

## Styles européen et américain
Le mondain existe en deux styles : le style européen et le style américain. Ce sont en fait deux races qui portent le même nom.
Mr Pieter AH Du Toit d'Afrique du Sud est le propriétaire d'un mondain champion du monde (appelé Mufasa) qui a gagné le prix international de colombophilie à Bruxelles en 2010 ; c'est un spécialiste et un éleveur parmi les plus réputés au monde.

## Description
Le mondain est un pigeon de forme, très gros, rond, très lourd, bas sur pattes. Sa poitrine est large et proéminente. Son port est peu relevé, mais il a une attitude fière. Il pèse en moyenne d'un kilogramme à 1,1 kg pour le mâle et autour de 900 grammes pour la femelle. Certains sujets dépassent ces normes.
Le mondain doit être court, la longueur de la queue au bec atteint 43 cm pour les mâles et 40 cm pour les femelles.
Sa tête est petite avec un front arrondi faisant un angle droit par rapport au bec. Le cou est court, gros et large, la poitrine profonde, très large et proéminente. C’est un pigeon docile facile à élever. 

### Plumage

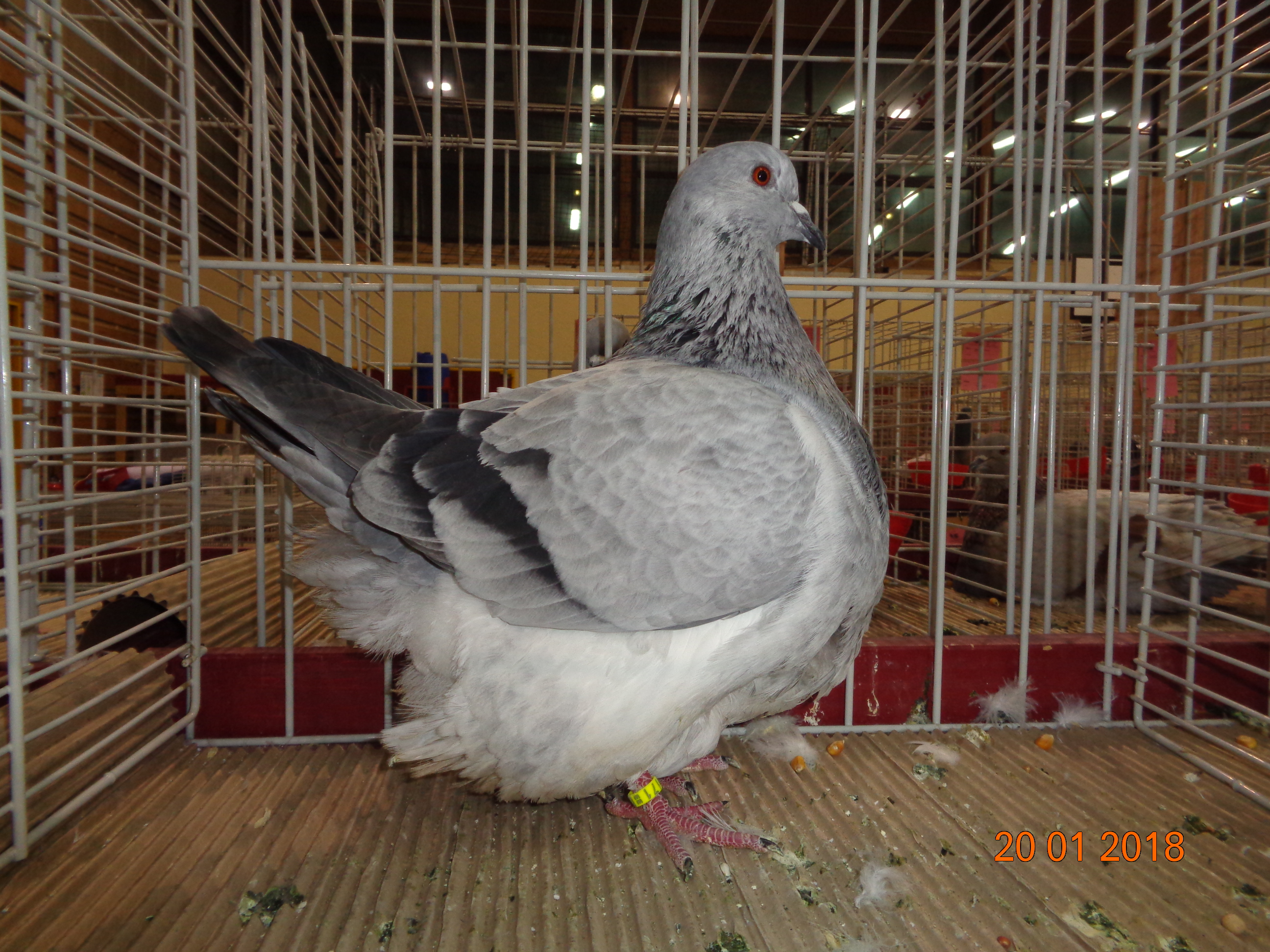
Pigeon Mondain grison bleu

Le plumage du mondain est très varié de coloris :
- Unicolores en blanc, noir, dun, chamois, jaune (fauve), bleu andalou
- Tigrés en noir, dun, rouge, chamois, jaune (fauve), bleu andalou
- Barrés en bleu, argenté, rouge cendré, chamois cendré, jaune (fauve) cendré
- Papillotés en noir, dun, rouge, chamois, jaune (fauve), bleu andalou
- Écaillés en bleu, argenté, rouge cendré, chamois cendré, jaune (fauve) cendré
- Indigos en bleu barré, ou bleu écaillé
- Grisons en bleu barré, bleu écaillé, argenté barré, argenté écaillé, rouge cendré barré, rouge cendré écaillé, jaune (fauve) cendré barré, jaune (fauve) cendré écaillé, bleu homozygote
- Opales en bleu barré, bleu écaillé, rouge cendré, rouge cendré écaillé

Il existe aussi d'autres variétés (arlequin et qualmond).

## Galerie

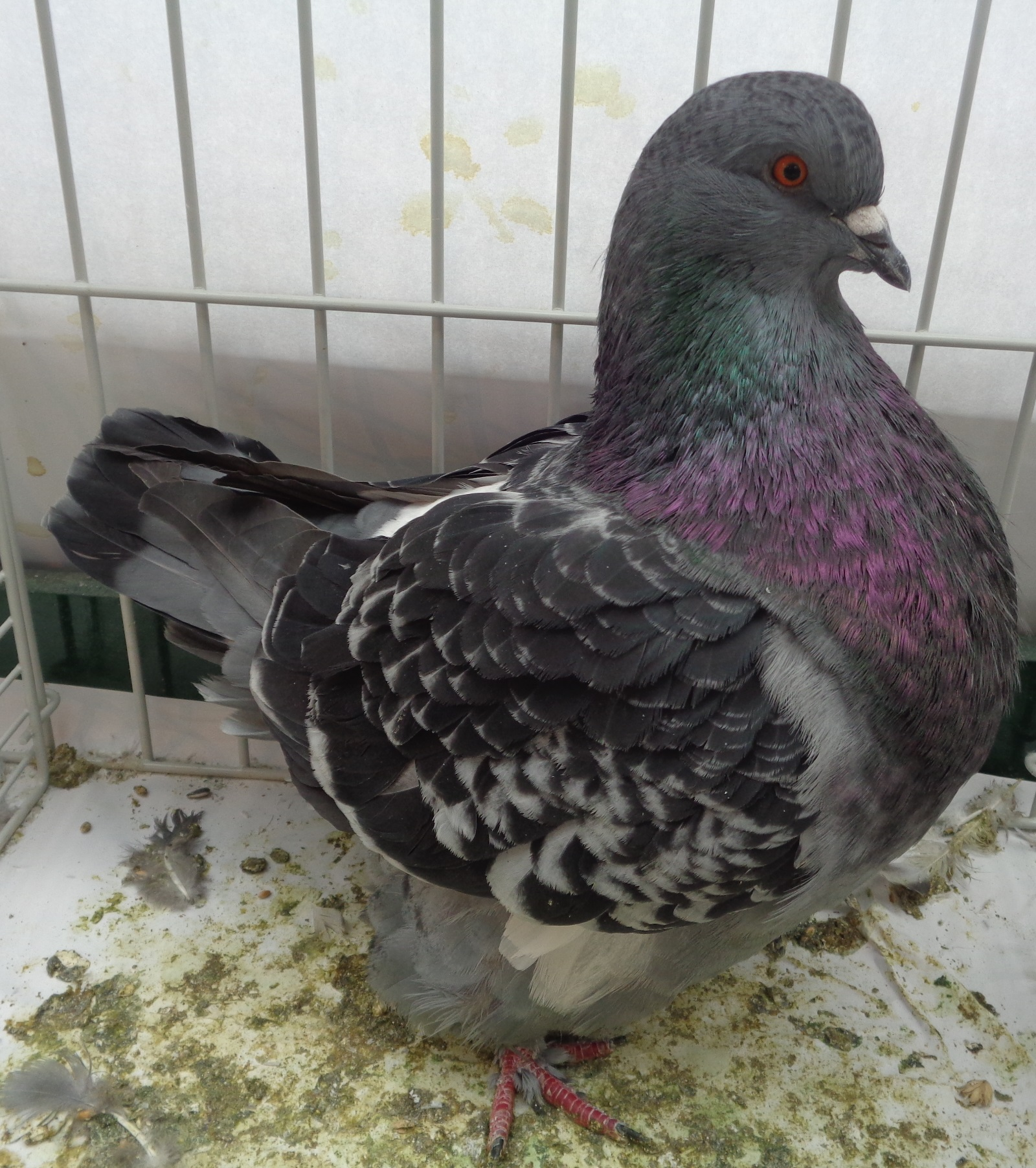
Mondain bleu écaillé
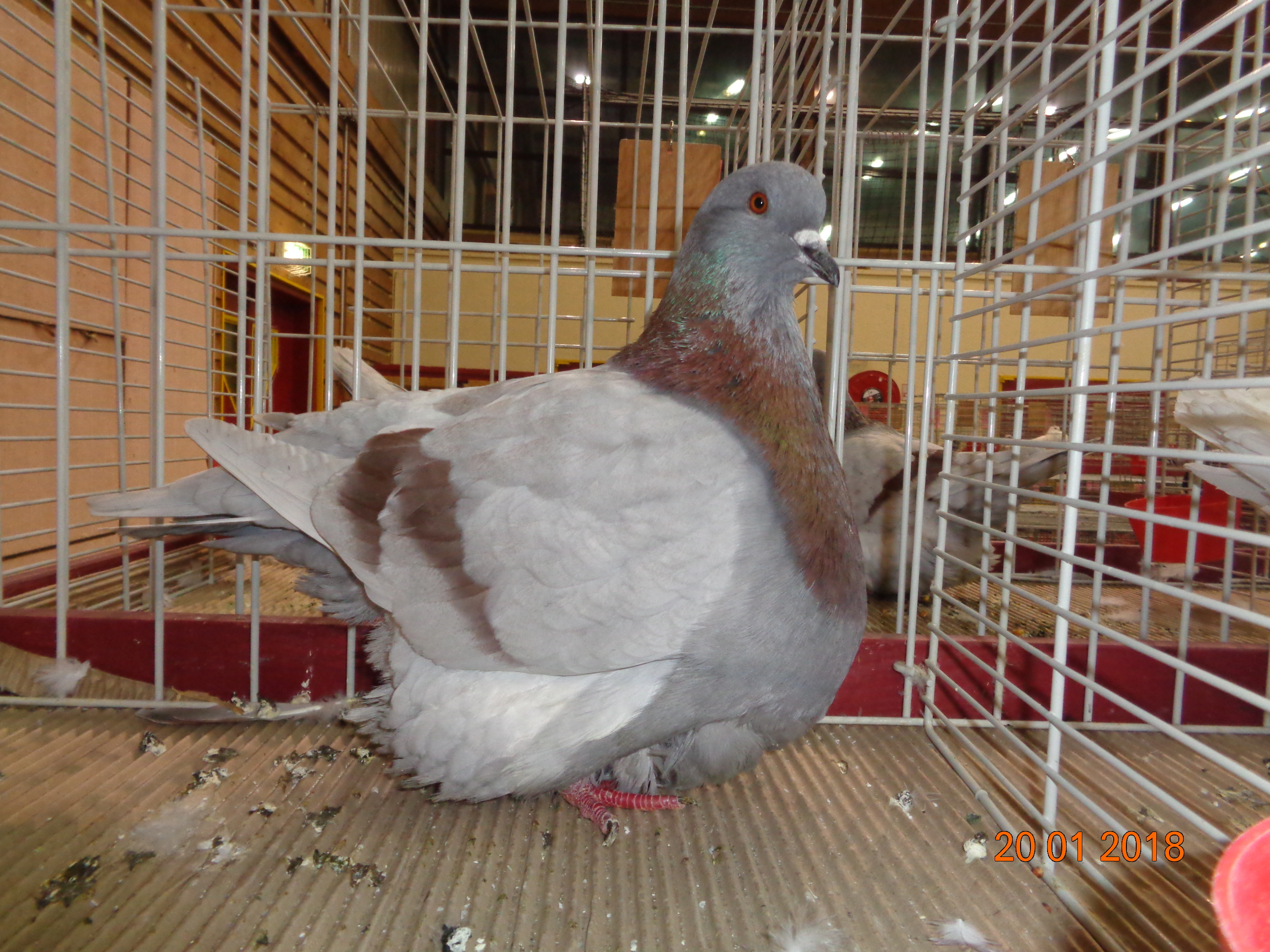
Pigeon mondain rouge cendré barré
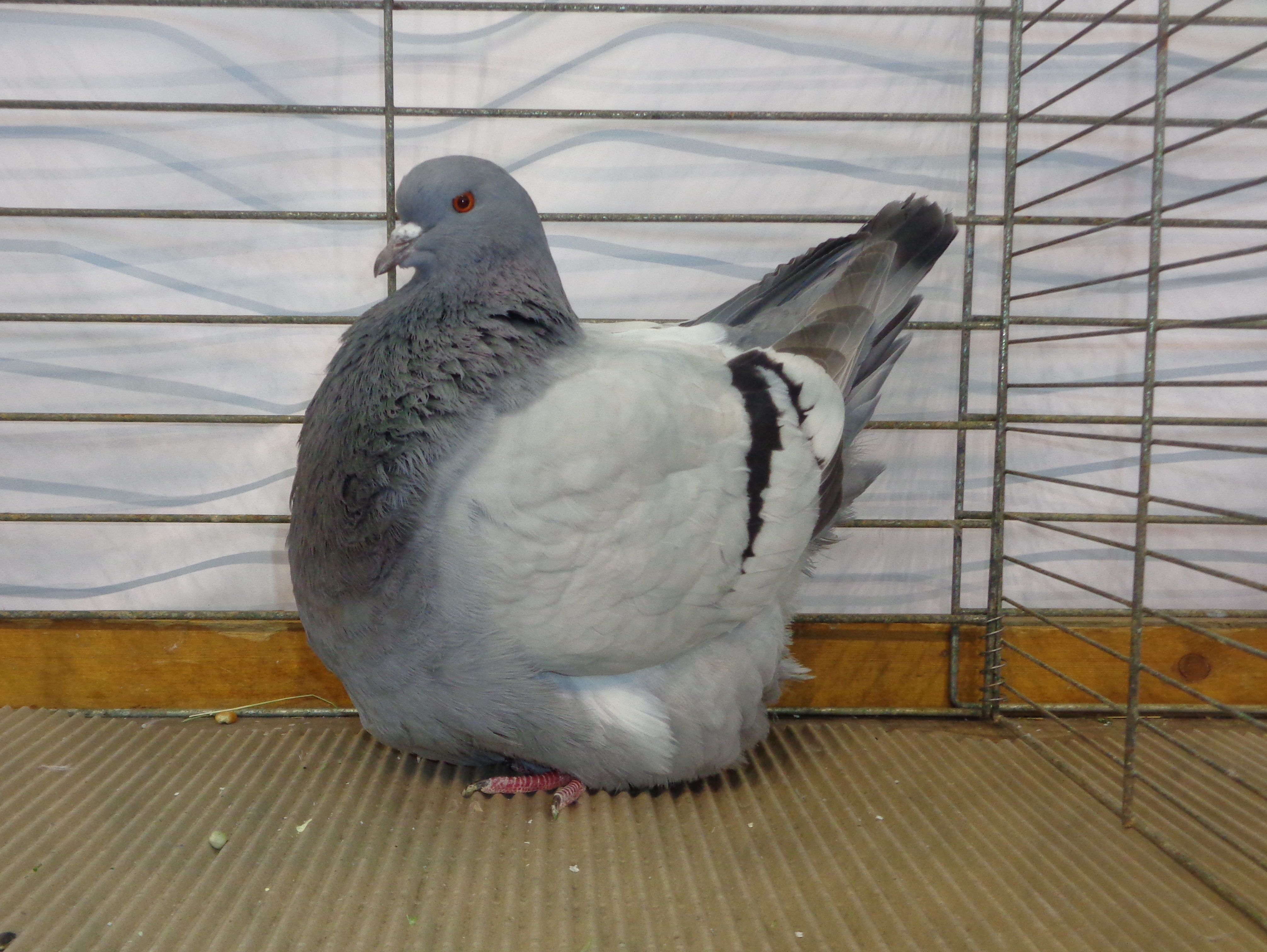
Pigeon Mondain bleu barré
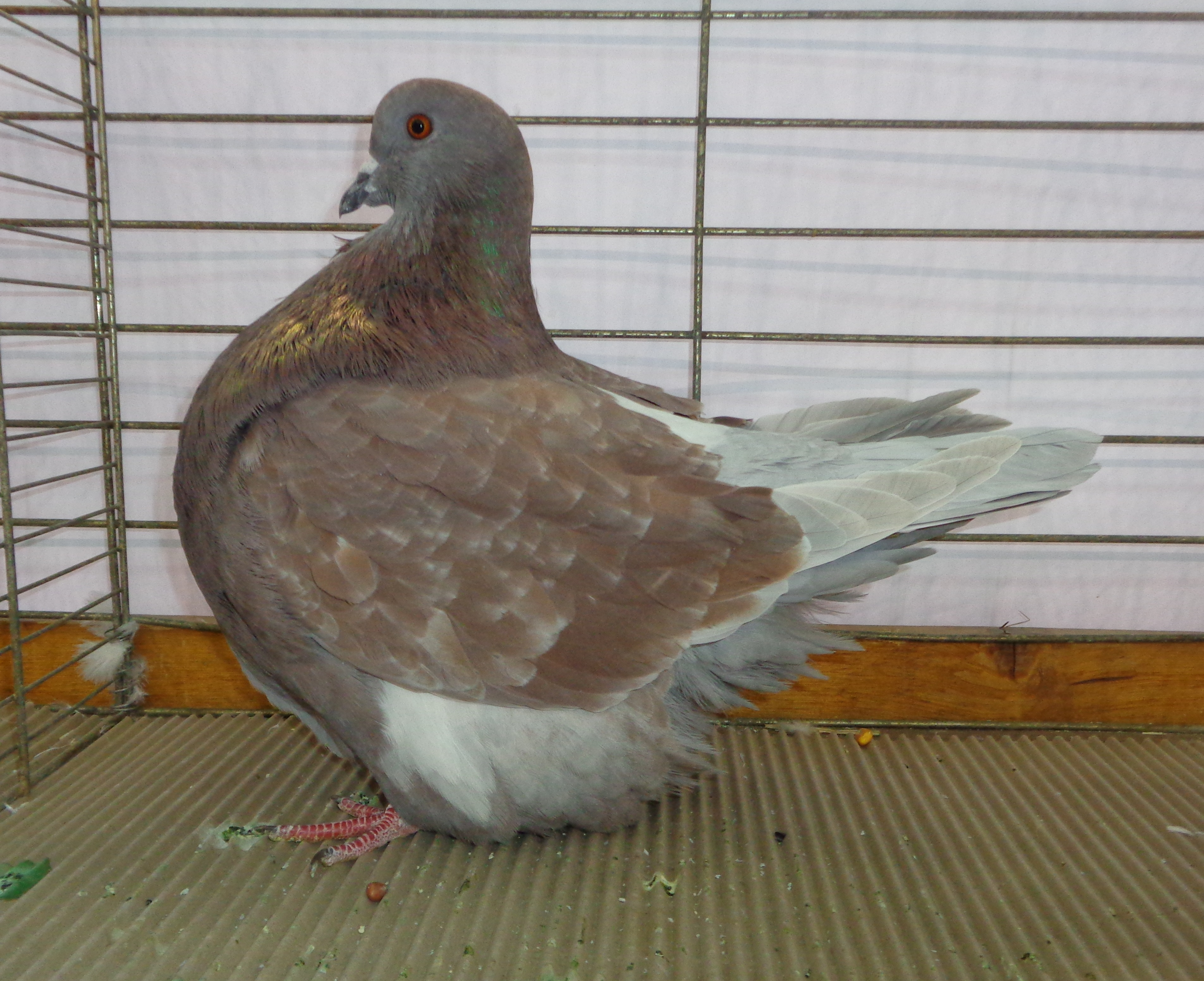
Pigeon Mondain rouge cendré écaillé